# 안드레 로테러
안드레 로테러(독일어: André Lotterer, 1981년 11월 19일~)는 독일 출신의 레이싱 드라이버로, 2024년 12월 기준, 역대 출전 대회에서 총 84회 우승과 166회 포디움에 올라갔다. 제네시스의 모터스포츠 팀인 제네시스 마그마 레이싱에서 드라이버로 활동할 예정이다.

## 생애

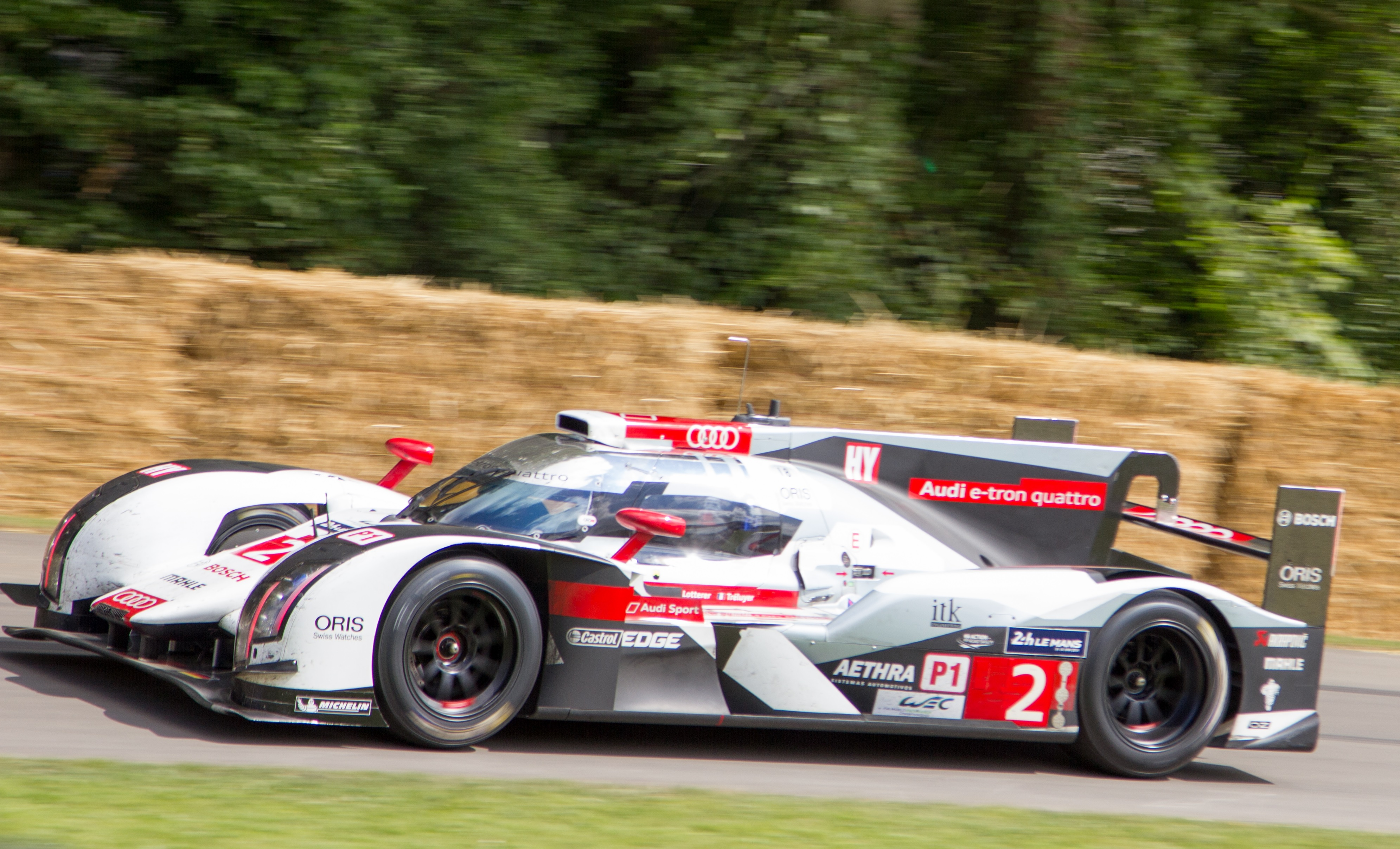
2014년 굿우드 페스티벌 오브 스피드에 참가한 아우디 R18 e-트론 콰트로

로테러는 독일 뒤스부르크 출생으로, 독일계 페루인 아버지 앙리 로테러와 독일인 어머니 사이에서 태어났다. 어린 시절을 벨기에 니벨에서 보냈으며, 7세에 카트 경주로 경주 경력을 시작하여 사실상 벨기에인이 되었다.
포뮬러 원의 재규어에서 활약한 후 일본으로 이적하여 2006년과 2009년에 슈퍼 GT 챔피언십에서 우승, 2011년에는 포뮬러 닛폰 챔피언십에서 우승하였다.
로테러는 2009년 르망 24시 레이스에 콜레스 프라이빗 아우디 팀의 레이스 위크 대체 드라이버로 데뷔하였다. 2006년, 2007년, 2008년 르망 레이스에서 우승한 차량인 아우디 R10을 운전한 로테러와 츠볼스만은 전체 7위와 LMP1 클래스에서 우승을 차지하였다.